# تمرکززدایی
تمرکززدایی (به انگلیسی: decentralization) به معنای برقراری ارتباط بدون وجود مرکزیت خاص است. در حالت غیرمتمرکز، برای برقراری ارتباط و انجام یک هدف، مجموعه درگیر به‌طور مستقیم با یکدیگر تعامل می‌کنند و واسطه یا نهاد مرکزی در بین مسیر قرار ندارند. مقابل این تعریف، متمرکز قرار دارد که همه رویه‌ها و پروسه‌ها از درگاه یک مرکزیت عبور می‌کند و به مرحله ظهور خواهد رسید.
تمرکززدایی فرایند توزیع کردن اداره تصمیم‌گیری به‌طور نزدیکتر به مردم است. توزیع بخش‌های اجرایی یا دولت در بخشهایی مثل مهندسی، مدیریت، علوم سیاسی، اقتصاد سیاسی، جامعه‌شناسی، تکنولوژی و اقتصاد را شامل می‌شود. همچنین در زمینه توزیع جمعیت و اشتغال هم ممکن است کاربرد داشته باشد.
جوهر دموکراسی، تجدید اختیارات به کارگیری قدرت است که در نهایت به مشروطه سازی قدرت می‌رسد. به این معنا که دارندگان قدرت تنها در شرایط تعیین شده از پیش، می‌توانند قدرت خود را به کار ببرند. نهادها، هنگامی ارزش و اعتبار دارند که به حقوق شهروندان احترام بگذارند و این الزام و اقتضای آزادی است.
تمرکززدایی راه دموکراتیک کردن جامعه است زیرا تصمیمات جمعی شهروندان را به هم نزدیک کرده و کمک مؤثری به ایجاد دموکراسی محلی می‌کند.

## پیشینه تمرکززدایی
واژه «تمرکززدایی» در سال ۱۷۹۴ با تشکیل یک حکومت جدید به وسیلهٔ دیرکتوار پس از -انقلاب فرانسه به کار رفت. این واژه در دهه ۱۸۲۰ رایج شد. تمرکز در اوایل دهه ۱۸۰۰ وارد انگلیسی شد. در میانه دهه ۱۸۰۰ الکسی دو توکویل نوشت انقلاب فرانسه با «فشار به سوی تمرکززدایی شروع شد ولی در آخر به نوعی گسترش زدایی بدل شد» در ۱۸۶۳ موریس بلاک بوروکرات فرانسوی مقاله ای با این عنوان نوشت که در آن پویایی‌های حکومت و تلاش در جهت تمرکززدایی را بررسی کرد.
در بسیاری از کشورهای اروپایی، جنبش وسیع تمرکززدایی از دهه هفتادِ قرن بیستم آغاز شد. تمرکز بیش از حد این کشورها، سبب بی علاقگی مردم نسبت به جامعه‌های محلی خود شد که به صورت عدم مشارکت در انتخابات محلی یا مشارکت بسیار کم مردم بروز می‌کرد. مهاجرت از روستاها نیز، که پیش از آن هستهٔ اصلی جوامع پویا بودند این بی علاقگی را تشدید می‌نمود.
گرایش همگانی در اروپا بر اساس کاهش قدرت دولت مرکزی و کوشش برای شکوفایی ویژگی‌های محلی و منطقه‌ای است.
در کشورهای عضو اتحادیه اروپا، بسیاری از کشورها، روش خودمدیریتی محلی را پذیرفته‌اند. ایتالیا آن را فدرالیسم اداری می‌خواند و انگلستان از راه اختیارسپاری به آن عمل می‌کند. در آلمان و بلژیک نظام فدرالیسم برقرار است. در اسپانیا، مقامات محلی، در چارچوب صلاحیت‌های واگذار شده قدرت واقعی را دارند. در کنگرهای که در ۱۷ مارس ۲۰۰۳، از نمایندگان پارلمان فرانسه تشکیل شد آن ماده از قانون اساسی که فرانسه را جمهوری غیرقابل تجزیه می‌خواند تغییر یافت و این عبارت به آن اضافه شد: سازمان جمهوری، نامتمرکز است.

## تمرکززدایی در تکنولوژی
تمرکززدایی تکنولوژیکی می‌تواند به عنوان یک تغییر از حالت متمرکز به روش‌های توزیع شده در مصرف کالاها و خدمات تعریف شود. به‌طور کلی، چنین تغییراتی با تحولات در تکنولوژی همراه است و فناوری‌های مختلفی مانند زنجیره بلوکی برای این سیستم کاربرد خواهند داشت. تمرکززدایی در تکنولوژی یک سیستم همتا به همتا (peer to peer) را ایجاد می‌کند که مستقیماً شخص درخواست دهنده به شخص سرویس دهنده متصل شود. در شبکه‌های مبتنی بر زنجیره بلوکی، همه گره‌های شبکه به صورت همتا به همتا و مستقیم با یکدیگر تبادل اطلاعات می‌کنند.